# 2019年南昌红谷滩杀人案
南昌红谷滩杀人案为2019年5月24日17时18分许发生在江西省南昌市红谷滩新区凤凰中大道的一起杀人案。

## 当事人

### 加害者
万某弟（1987年11月15日－），男，汉族，居住于江西省南昌市红谷滩新区，持有“精神叁级残疾证”。他在小学五年级辍学，17岁左右去奉新县当学徒。2017年至2018年，在离家3公里外的一个小区当保安。2018年5月因家事而辞职。在案件发生的三四天前，他曾去应聘保安，但遭到了拒绝。案发当天的早上，他再次面试保安失败。

### 遇害者
沈某某，女，江西瑞金人，出生于广东汕头，本科毕业于上饶师范学院政治与法律学院，并于2018年下旬通过司法考试。2019年春节后，她在南昌的一家律师事务所担任实习律师。

## 事件经过
2019年5月24日下午，受害者沈某和两名同伴下班后相约去工作地附近逛街。下午5时许，三人行至红谷滩新区凤凰中大道的一处工地前时，万某弟从掏出刀从背后将沈某的颈部刺伤。
据工地门口的保安所述，万小弟在行凶时不断重复“刺死刺死”，并反复捅刺被害人十多刀。
行凶完毕后，万某弟立即向南跑去，在逃跑时丢弃了凶器，然后躲在事发地附近的一处停车场，直至半小时后接警的警方将其控制。
受伤女子被急救车送往附近的南昌市洪都中医院抢救。据该院医生透露，伤者的锁骨主动脉因被刀刺穿而破裂，送至医院时已无生命体征。在进行心肺复苏等急救措施后，伤者仍因伤势过重身亡。尸检鉴定结果表明，被害人系被用单刃刺器刺伤全身多处，导致其大出血死亡。
案件发生后，网上流出一张自称内部人士讲述的嫌犯杀人动机截图，据该聊天截图，嫌犯患有精神疾病，杀人只因厌世、认为受害者长得漂亮。南昌市公安局随后回应，正对截图来源和真实性进行调查。
5月30日，南昌市东湖区人民检察院对犯罪嫌疑人万某弟批准逮捕。
6月14日，受害人家属向媒体透露，司法鉴定的结果表明万某弟在行凶时“是正常的”。

## 一审审判
2019年8月5日上午，江西省南昌市中级人民法院公开审理了此案。根据南昌市人民检察院指控，行凶者万某弟在产生行凶想法后，于5月24日当天购买了凶器，并行至红谷滩新区万达广场附近随机寻找作案目标。在偶遇被害人一行后，便尾随其后伺机作案。当行至一处施工工地时，万某弟掏出尖刀向被害人沈某某颈部连刺几刀。
江西省精神病学司法鉴定所的司法鉴定结果表明，万某弟此前患有双相情感障碍，在作案时处于缓解状态，拥有完整的辨认和控制能力，因此认定其为完全刑事责任能力。
2019年11月15日，江西省高级人民法院以故意杀人罪判处被告人万某弟死刑，剥夺政治权利终身。一审宣判后，万某弟当庭表示上诉。

## 二审审判
2020年6月4日，江西省高级人民法院通过远程视频方式依法对万某弟故意杀人案进行了二审公开宣判，裁定驳回上诉，维持原判，依法报请最高人民法院核准。